# Arto Tiainen
Arto Kasperi Tiainen (ur. 5 września 1930 w Soilukka, zm. 21 września 1998 w Mikkeli) – fiński biegacz narciarski, dwukrotny medalista olimpijski oraz dwukrotny medalista mistrzostw świata.

## Kariera
W swoim olimpijskim debiucie zajął 26. miejsce w biegu na 15 km podczas igrzysk w Cortinie d’Ampezzo w 1956 r. Na igrzyskach olimpijskich w Squaw Valley w 1960 r. zajął 18. miejsce w biegu na 30 km stylem klasycznym. Cztery lata później, podczas igrzysk olimpijskich w Innsbrucku wywalczył brązowy medal w biegu na 50 km. Wyprzedzili go jedynie dwaj Szwedzi: zwycięzca Sixten Jernberg oraz drugi na mecie Assar Rönnlund. Ponadto wspólnie z Väinö Huhtalą, Kalevim Laurilą i Eero Mäntyrantą zdobył srebrny medal w sztafecie 4 × 10 km. Startował także na igrzyskach olimpijskich w Grenoble w 1968 r., gdzie zajął 16. miejsce w biegu na 30 km techniką klasyczną.
W 1958 roku wystartował na mistrzostwach świata w Lahti, gdzie wraz z Kalevim Hämäläinenem, Arvo Viitanenem i Veikko Hakulinenem wywalczył brązowy medal w sztafecie. Jego najlepszym indywidualnym wynikiem na tych mistrzostwach było 4. miejsce w biegu na 50 km. Walkę o brązowy medal przegrał ze swoim rodakiem Arvo Viitanenem. Na tym samym dystansie podczas mistrzostw świata w Zakopanem w 1962 r. ponownie był czwarty. mistrzostwa świata w Oslo w 1966 roku były ostatnimi w jego karierze. Zdobył tam srebrny medal w biegu na 50 km techniką klasyczną, ulegając jedynie Gjermundowi Eggenowi z Norwegii.
Tiainen zdobył także jedenaście tytułów mistrza Finlandii: na 15 km w 1958 r., na 30 km w latach 1960, 1961 i 1963, na 50 km w latach 1960, 1962, 1963 i 1968 oraz w sztafecie w latach 1957, 1962 i 1965. Po zakończeniu kariery pracował jako policjant w Kuopio oraz Mikkeli, a w latach 1968–1972 był trenerem reprezentacji Finlandii w biegach narciarskich. W 1970 roku Tiainen przez dwa miesiące był posłem do Eduskunty jako reprezentant gminy Mikkeli.
W 1965 r. nagrodzony został medalem Holmenkollen wraz ze Szwedem Bengtem Erikssonem i Norwegiem Arne Larsenem.

## Osiągnięcia

### Igrzyska olimpijskie
| Miejsce | Dzień       | Rok  | Miejscowość       | Konkurencja             | Czas biegu | Strata  | Zwycięzca        |
| ------- | ----------- | ---- | ----------------- | ----------------------- | ---------- | ------- | ---------------- |
| 26.     | 30 stycznia | 1956 | Cortina d’Ampezzo | 15 km stylem klasycznym | 49:39      | +4:32   | Hallgeir Brenden |
| 18.     | 19 lutego   | 1960 | Squaw Valley      | 30 km stylem klasycznym | 1:51:03,9  | +7:52,7 | Sixten Jernberg  |
| 13.     | 30 stycznia | 1964 | Innsbruck         | 30 km stylem klasycznym | 1:30:50,7  | +2:47,0 | Eero Mäntyranta  |
| 3.      | 5 lutego    | 1964 | Innsbruck         | 50 km stylem klasycznym | 2:43:52,6  | +1:27,8 | Sixten Jernberg  |
| 2.      | 8 lutego    | 1964 | Innsbruck         | Sztafeta 4 × 10 km      | 2:18:34,6  | +7,8    | Szwecja          |
| 16.     | 7 lutego    | 1968 | Grenoble          | 30 km stylem klasycznym | 1:35:39,2  | +3:11,9 | Franco Nones     |

### Mistrzostwa świata
| Miejsce | Dzień     | Rok  | Miejscowość | Konkurencja             | Czas biegu  | Strata      | Zwycięzca         |
| ------- | --------- | ---- | ----------- | ----------------------- | ----------- | ----------- | ----------------- |
| 5.      | 2 marca   | 1958 | Lahti       | 30 km stylem klasycznym | 1:40:03,0   | +1:42,0     | Kalevi Hämäläinen |
| 12.     | 4 marca   | 1958 | Lahti       | 15 km stylem klasycznym | 48:58,3     | +1:36,4     | Veikko Hakulinen  |
| 3.      | 6 marca   | 1958 | Lahti       | Sztafeta 4 × 10 km      | 2:18:15,0   | +1:08,2     | Szwecja           |
| 4.      | 8 marca   | 1958 | Lahti       | 50 km stylem klasycznym | 2:56:21,9   | +3:17,3     | Sixten Jernberg   |
| 9.      | 18 lutego | 1962 | Zakopane    | 30 km stylem klasycznym | 1:52:39,4   | +1:59,4     | Eero Mäntyranta   |
| 4.      | 27 lutego | 1962 | Zakopane    | 50 km stylem klasycznym | 3:03:48,5 h | +1:55,0 min | Sixten Jernberg   |
| 12.     | 20 lutego | 1966 | Oslo        | 30 km stylem klasycznym | 1:37:26,7   | +2:41,4     | Eero Mäntyranta   |
| 2.      | 26 lutego | 1966 | Oslo        | 50 km stylem klasycznym | 3:03:04,7   | +10,4       | Gjermund Eggen    |